# Mrčići (Czarnogóra)
Mrčići (cyr. Мрчићи) – wieś w Czarnogórze, w gminie Pljevlja. W 2011 roku liczyła 93 mieszkańców.